# Eleições autárquicas portuguesas de 2013 no distrito de Setúbal
| Eleições autárquicas portuguesas de 2013 Distritos: Aveiro \| Beja \| Braga \| Bragança \| Castelo Branco \| Coimbra \| Évora \| Faro \| Guarda \| Leiria \| Lisboa \| Portalegre \| Porto \| Santarém \| Setúbal \| Viana do Castelo \| Vila Real \| Viseu \| Açores \| Madeira |

## Resultados por concelho
Os resultados nos concelhos do Distrito de Setúbal foram os seguintes:

### Alcácer do Sal

#### Câmara Municipal
| Partido                 | Partido                        | Votos  | %               | +/-   | Vereadores | +/-     |
| ----------------------- | ------------------------------ | ------ | --------------- | ----- | ---------- | ------- |
|                         | Coligação Democrática Unitária | 3 624  | 53,55 / 100,00  | 9,93  | 4 / 7      | 1       |
|                         | Partido Socialista             | 2 220  | 32,81 / 100,00  | 12,22 | 3 / 7      | 1       |
|                         | Partido Social Democrata       | 222    | 3,28 / 100,00   | 1,52  | 0 / 7      | Estável |
|                         | Bloco de Esquerda              | 200    | 2,96 / 100,00   | 0,76  | 0 / 7      | Estável |
|                         | CDS – Partido Popular          | 157    | 2,32 / 100,00   | -     | 0 / 7      | -       |
| Votos Inválidos         | Votos Inválidos                | 344    | 5,08 / 100,00   | 2,24  |            |         |
| Total                   | Total                          | 6 767  | 100,00 / 100,00 |       | 7 / 7      |         |
| Eleitorado/Participação | Eleitorado/Participação        | 11 340 | 59,67 / 100,00  | 2,17  |            |         |

| Freguesia                                        | %     | %     | %    | %    | %    | Votantes |
| Freguesia                                        | CDU   | PS    | PSD  | BE   | CDS  | Votantes |
| ------------------------------------------------ | ----- | ----- | ---- | ---- | ---- | -------- |
| Comporta                                         | 53,65 | 28,73 | 2,22 | 7,94 | 2,38 | 630      |
| Santa Maria do Castelo e Santiago e Santa Susana | 54,24 | 31,07 | 3,62 | 2,85 | 2,67 | 4 528    |
| São Martinho                                     | 66,96 | 29,17 | 0,89 | 0,30 | 0,30 | 336      |
| Torrão                                           | 47,53 | 41,95 | 3,22 | 1,57 | 1,57 | 1 273    |
| Alcácer do Sal                                   | 53,55 | 32,81 | 3,28 | 2,96 | 2,32 | 6 767    |

#### Assembleia Municipal
| Partido                 | Partido                        | Votos  | %               | +/-   | Mandatos | +/- |
| ----------------------- | ------------------------------ | ------ | --------------- | ----- | -------- | --- |
|                         | Coligação Democrática Unitária | 3 519  | 52,06 / 100,00  | 8,42  | 13 / 21  | 4   |
|                         | Partido Socialista             | 2 268  | 33,56 / 100,00  | 10,15 | 8 / 21   | 2   |
|                         | Bloco de Esquerda              | 254    | 3,76 / 100,00   | 0,95  | 0 / 21   | 1   |
|                         | Partido Social Democrata       | 231    | 3,42 / 100,00   | 1,50  | 0 / 21   | 1   |
|                         | CDS – Partido Popular          | 153    | 2,26 / 100,00   | -     | 0 / 21   | -   |
| Votos Inválidos         | Votos Inválidos                | 334    | 4,95 / 100,00   | 1,93  |          |     |
| Total                   | Total                          | 6 759  | 100,00 / 100,00 |       | 21 / 21  |     |
| Eleitorado/Participação | Eleitorado/Participação        | 11 340 | 59,60 / 100,00  | 2,24  |          |     |

| Freguesia                                        | %     | %     | %     | %    | %    | Votantes |
| Freguesia                                        | CDU   | PS    | BE    | PSD  | CDS  | Votantes |
| ------------------------------------------------ | ----- | ----- | ----- | ---- | ---- | -------- |
| Comporta                                         | 51,27 | 28,89 | 10,32 | 1,27 | 2,70 | 630      |
| Santa Maria do Castelo e Santiago e Santa Susana | 52,61 | 32,21 | 3,67  | 3,81 | 2,59 | 4 520    |
| São Martinho                                     | 66,96 | 27,38 | 0,89  | 1,19 | 0,30 | 336      |
| Torrão                                           | 46,58 | 42,26 | 1,57  | 3,69 | 1,41 | 1 273    |
| Alcácer do Sal                                   | 52,06 | 33,56 | 3,76  | 3,42 | 2,26 | 6 759    |

#### Juntas de Freguesia
| Partido                 | Partido                        | Votos  | %               | +/-  | Presidentes | Mandatos | +/-     |
| ----------------------- | ------------------------------ | ------ | --------------- | ---- | ----------- | -------- | ------- |
|                         | Coligação Democrática Unitária | 3 458  | 51,18 / 100,00  | 8,74 | 4 / 4       | 23 / 38  | 3       |
|                         | Partido Socialista             | 2 497  | 36,95 / 100,00  | 8,38 | 0 / 4       | 14 / 38  | 7       |
|                         | Bloco de Esquerda              | 216    | 3,20 / 100,00   | 0,49 | 0 / 4       | 1 / 38   | Estável |
|                         | Partido Social Democrata       | 183    | 2,71 / 100,00   | 2,84 | 0 / 4       | 0 / 38   | 2       |
|                         | CDS – Partido Popular          | 115    | 1,70 / 100,00   | -    | 0 / 4       | 0 / 38   | -       |
| Votos Inválidos         | Votos Inválidos                | 288    | 4,26 / 100,00   | 1,27 |             |          |         |
| Total                   | Total                          | 6 757  | 100,00 / 100,00 |      | 4 / 4       | 38 / 38  | 12      |
| Eleitorado/Participação | Eleitorado/Participação        | 11 340 | 59,59 / 100,00  | 2,25 |             |          |         |

| Freguesia                                        | Partido Vencedor | Partido Vencedor               | %              | Mandatos |
| ------------------------------------------------ | ---------------- | ------------------------------ | -------------- | -------- |
| Comporta                                         |                  | Coligação Democrática Unitária | 52,38 / 100,00 | 5 / 9    |
| Santa Maria do Castelo e Santiago e Santa Susana |                  | Coligação Democrática Unitária | 50,69 / 100,00 | 8 / 13   |
| São Martinho                                     |                  | Coligação Democrática Unitária | 71,13 / 100,00 | 5 / 7    |
| Torrão                                           |                  | Coligação Democrática Unitária | 47,05 / 100,00 | 5 / 9    |

### Alcochete

#### Câmara Municipal
| Partido                 | Partido                        | Votos  | %               | +/-   | Vereadores | +/-     |
| ----------------------- | ------------------------------ | ------ | --------------- | ----- | ---------- | ------- |
|                         | Coligação Democrática Unitária | 3 830  | 53,45 / 100,00  | 1,03  | 5 / 7      | Estável |
|                         | Partido Socialista             | 1 203  | 16,79 / 100,00  | 13,97 | 1 / 7      | 1       |
|                         | CDS – Partido Popular          | 975    | 13,61 / 100,00  | 11,67 | 1 / 7      | 1       |
|                         | Partido Social Democrata       | 575    | 8,02 / 100,00   | 1,33  | 0 / 7      | Estável |
| Votos Inválidos         | Votos Inválidos                | 583    | 8,13 / 100,00   | 4,93  |            |         |
| Total                   | Total                          | 7 166  | 100,00 / 100,00 |       | 7 / 7      |         |
| Eleitorado/Participação | Eleitorado/Participação        | 13 840 | 51,78 / 100,00  | 8,32  |            |         |

| Freguesia     | %     | %     | %     | %    | Votantes |
| Freguesia     | CDU   | PS    | CDS   | PSD  | Votantes |
| ------------- | ----- | ----- | ----- | ---- | -------- |
| Alcochete     | 53,14 | 14,98 | 16,62 | 7,38 | 4 881    |
| Samouco       | 57,46 | 17,46 | 5,77  | 9,30 | 1 420    |
| São Francisco | 48,55 | 25,90 | 9,48  | 9,60 | 865      |
| Alcochete     | 53,45 | 16,79 | 13,61 | 8,02 | 7 166    |

#### Assembleia Municipal
| Partido                 | Partido                        | Votos  | %               | +/-   | Mandatos | +/-     |
| ----------------------- | ------------------------------ | ------ | --------------- | ----- | -------- | ------- |
|                         | Coligação Democrática Unitária | 3 528  | 50,85 / 100,00  | 2,17  | 12 / 21  | Estável |
|                         | Partido Socialista             | 1 248  | 17,99 / 100,00  | 13,78 | 4 / 21   | 3       |
|                         | CDS – Partido Popular          | 947    | 13,65 / 100,00  | 10,33 | 3 / 21   | 3       |
|                         | Partido Social Democrata       | 622    | 8,97 / 100,00   | 1,47  | 2 / 21   | Estável |
| Votos Inválidos         | Votos Inválidos                | 593    | 8,54 / 100,00   | 5,18  |          |         |
| Total                   | Total                          | 6 938  | 100,00 / 100,00 |       | 21 / 21  |         |
| Eleitorado/Participação | Eleitorado/Participação        | 13 840 | 50,13 / 100,00  | 9,97  |          |         |

| Freguesia     | %     | %     | %     | %     | Votantes |
| Freguesia     | CDU   | PS    | CDS   | PSD   | Votantes |
| ------------- | ----- | ----- | ----- | ----- | -------- |
| Alcochete     | 50,10 | 16,26 | 16,86 | 8,38  | 4 655    |
| Samouco       | 56,63 | 17,98 | 5,01  | 10,37 | 1 418    |
| São Francisco | 45,43 | 27,28 | 10,52 | 9,83  | 865      |
| Alcochete     | 50,85 | 17,99 | 13,65 | 8,97  | 6 938    |

#### Juntas de Freguesia
| Partido                 | Partido                        | Votos  | %               | +/-   | Presidentes | Mandatos | +/- |
| ----------------------- | ------------------------------ | ------ | --------------- | ----- | ----------- | -------- | --- |
|                         | Coligação Democrática Unitária | 3 786  | 52,85 / 100,00  | 2,69  | 3 / 3       | 18 / 31  | 1   |
|                         | Partido Socialista             | 1 271  | 17,74 / 100,00  | 14,04 | 0 / 3       | 7 / 31   | 5   |
|                         | CDS – Partido Popular          | 931    | 13,00 / 100,00  | -     | 0 / 3       | 3 / 31   | -   |
|                         | Partido Social Democrata       | 598    | 8,35 / 100,00   | 3,42  | 0 / 3       | 3 / 31   | 1   |
| Votos Inválidos         | Votos Inválidos                | 577    | 8,05 / 100,00   | 4,76  |             |          |     |
| Total                   | Total                          | 7 163  | 100,00 / 100,00 |       | 3 / 3       | 31 / 31  |     |
| Eleitorado/Participação | Eleitorado/Participação        | 13 840 | 51,76 / 100,00  | 8,34  |             |          |     |

| Freguesia     | Partido Vencedor | Partido Vencedor               | %              | Mandatos |
| ------------- | ---------------- | ------------------------------ | -------------- | -------- |
| Alcochete     |                  | Coligação Democrática Unitária | 53,17 / 100,00 | 8 / 13   |
| Samouco       |                  | Coligação Democrática Unitária | 58,42 / 100,00 | 6 / 9    |
| São Francisco |                  | Coligação Democrática Unitária | 41,97 / 100,00 | 4 / 9    |

### Almada

#### Câmara Municipal
| Partido                 | Partido                               | Votos   | %               | +/-  | Vereadores | +/-     |
| ----------------------- | ------------------------------------- | ------- | --------------- | ---- | ---------- | ------- |
|                         | Coligação Democrática Unitária        | 23 466  | 38,73 / 100,00  | 0,06 | 6 / 11     | 1       |
|                         | Partido Socialista                    | 15 586  | 25,72 / 100,00  | 1,86 | 3 / 11     | Estável |
|                         | Partido Social Democrata              | 8 440   | 13,93 / 100,00  | 1,49 | 2 / 11     | Estável |
|                         | Bloco de Esquerda                     | 3 250   | 5,36 / 100,00   | 2,45 | 0 / 11     | 1       |
|                         | CDS – Partido Popular                 | 1 502   | 2,48 / 100,00   | 2,83 | 0 / 11     | Estável |
|                         | Partido pelos Animais e pela Natureza | 1 408   | 2,32 / 100,00   | Novo | 0 / 11     | Novo    |
|                         | PCTP/MRPP                             | 1 332   | 2,20 / 100,00   | 2,35 | 0 / 11     | Estável |
|                         | Partido Trabalhista Português         | 310     | 0,51 / 100,00   | -    | 0 / 11     | -       |
| Votos Inválidos         | Votos Inválidos                       | 5 299   | 8,74 / 100,00   | 4,83 |            |         |
| Total                   | Total                                 | 60 593  | 100,00 / 100,00 |      | 11 / 11    |         |
| Eleitorado/Participação | Eleitorado/Participação               | 149 500 | 40,53 / 100,00  | 7,78 |            |         |

| Freguesia                                  | %     | %     | %     | %    | %    | %    | %    | %    | Votantes |
| Freguesia                                  | CDU   | PS    | PSD   | BE   | CDS  | PAN  | PCTP | PTP  | Votantes |
| ------------------------------------------ | ----- | ----- | ----- | ---- | ---- | ---- | ---- | ---- | -------- |
| Almada, Cova da Piedade, Pragal e Cacilhas | 42,13 | 24,70 | 13,87 | 5,24 | 1,98 | 1,96 | 2,15 | 0,38 | 20 156   |
| Caparica e Trafaria                        | 41,16 | 27,44 | 10,17 | 5,09 | 2,81 | 2,06 | 2,33 | 0,94 | 8 317    |
| Charneca de Caparica e Sobreda             | 33,11 | 25,96 | 16,78 | 5,32 | 2,99 | 2,84 | 1,73 | 0,45 | 14 354   |
| Costa de Caparica                          | 22,19 | 32,52 | 23,67 | 5,41 | 3,26 | 2,63 | 2,25 | 0,56 | 4 791    |
| Laranjeiro e Feijó                         | 44,22 | 23,45 | 9,67  | 5,76 | 2,19 | 2,38 | 2,67 | 0,49 | 12 975   |
| Almada                                     | 38,73 | 25,72 | 13,93 | 5,36 | 2,48 | 2,32 | 2,20 | 0,51 | 60 593   |

#### Assembleia Municipal
| Partido                 | Partido                               | Votos   | %               | +/-  | Mandatos | +/-     |
| ----------------------- | ------------------------------------- | ------- | --------------- | ---- | -------- | ------- |
|                         | Coligação Democrática Unitária        | 22 298  | 36,80 / 100,00  | 1,53 | 14 / 33  | Estável |
|                         | Partido Socialista                    | 15 345  | 25,33 / 100,00  | 0,26 | 10 / 33  | 1       |
|                         | Partido Social Democrata              | 8 307   | 13,71 / 100,00  | 2,51 | 5 / 33   | Estável |
|                         | Bloco de Esquerda                     | 3 925   | 6,48 / 100,00   | 3,48 | 2 / 33   | 1       |
|                         | CDS – Partido Popular                 | 1 785   | 2,95 / 100,00   | 3,27 | 1 / 33   | 1       |
|                         | Partido pelos Animais e pela Natureza | 1 722   | 2,84 / 100,00   | Novo | 1 / 33   | Novo    |
|                         | PCTP/MRPP                             | 1 318   | 2,18 / 100,00   | -    | 0 / 33   | -       |
|                         | Partido Trabalhista Português         | 328     | 0,54 / 100,00   | -    | 0 / 33   | -       |
| Votos Inválidos         | Votos Inválidos                       | 5 557   | 9,17 / 100,00   | 5,48 |          |         |
| Total                   | Total                                 | 60 585  | 100,00 / 100,00 |      | 33 / 33  |         |
| Eleitorado/Participação | Eleitorado/Participação               | 149 500 | 40,53 / 100,00  | 7,73 |          |         |

| Freguesia                                  | %     | %     | %     | %    | %    | %    | %    | %    | Votantes |
| Freguesia                                  | CDU   | PS    | PSD   | BE   | CDS  | PAN  | PCTP | PTP  | Votantes |
| ------------------------------------------ | ----- | ----- | ----- | ---- | ---- | ---- | ---- | ---- | -------- |
| Almada, Cova da Piedade, Pragal e Cacilhas | 40,02 | 24,43 | 13,80 | 6,62 | 2,29 | 2,38 | 2,00 | 0,39 | 20 159   |
| Caparica e Trafaria                        | 39,61 | 27,29 | 10,06 | 5,87 | 2,84 | 2,45 | 2,50 | 1,08 | 8 317    |
| Charneca de Caparica e Sobreda             | 30,80 | 25,56 | 16,47 | 6,53 | 3,30 | 3,68 | 1,88 | 0,45 | 14 341   |
| Costa da Caparica                          | 20,94 | 33,12 | 22,75 | 5,64 | 3,44 | 3,21 | 2,13 | 0,56 | 4 791    |
| Laranjeiro e Feijó                         | 42,51 | 22,34 | 9,52  | 6,90 | 3,46 | 2,74 | 2,59 | 0,52 | 12 977   |
| Almada                                     | 36,80 | 25,33 | 13,71 | 6,48 | 2,95 | 2,84 | 2,18 | 0,54 | 60 585   |

#### Juntas de Freguesia
| Partido                 | Partido                        | Votos   | %               | +/-  | Presidentes | Mandatos | +/- |
| ----------------------- | ------------------------------ | ------- | --------------- | ---- | ----------- | -------- | --- |
|                         | Coligação Democrática Unitária | 23 471  | 38,73 / 100,00  | 1,23 | 4 / 5       | 43 / 91  | 18  |
|                         | Partido Socialista             | 16 191  | 26,71 / 100,00  | 0,82 | 1 / 5       | 29 / 91  | 15  |
|                         | Partido Social Democrata       | 8 290   | 13,68 / 100,00  | 3,43 | 0 / 5       | 14 / 91  | 11  |
|                         | Bloco de Esquerda              | 4 102   | 6,77 / 100,00   | 2,42 | 0 / 5       | 4 / 91   | 6   |
|                         | CDS – Partido Popular          | 1 668   | 2,75 / 100,00   | 1,77 | 0 / 5       | 0 / 91   | 3   |
|                         | Grupo de Cidadãos              | 505     | 0,83 / 100,00   | 0,42 | 0 / 5       | 1 / 91   | 1   |
|                         | PCTP/MRPP                      | 471     | 0,78 / 100,00   | -    | 0 / 5       | 0 / 91   | -   |
|                         | Partido Trabalhista Português  | 144     | 0,24 / 100,00   | -    | 0 / 5       | 0 / 91   | -   |
| Votos Inválidos         | Votos Inválidos                | 5 765   | 9,51 / 100,00   | 5,83 |             |          |     |
| Total                   | Total                          | 60 607  | 100,00 / 100,00 |      | 5 / 5       | 91 / 91  | 52  |
| Eleitorado/Participação | Eleitorado/Participação        | 149 500 | 40,54 / 100,00  | 7,77 |             |          |     |

| Freguesia                                  | Partido Vencedor | Partido Vencedor               | %              | Mandatos |
| ------------------------------------------ | ---------------- | ------------------------------ | -------------- | -------- |
| Almada, Cova da Piedade, Pragal e Cacilhas |                  | Coligação Democrática Unitária | 41,78 / 100,00 | 11 / 21  |
| Caparica e Trafaria                        |                  | Coligação Democrática Unitária | 42,80 / 100,00 | 10 / 19  |
| Charneca de Caparica e Sobreda             |                  | Coligação Democrática Unitária | 33,02 / 100,00 | 8 / 19   |
| Costa de Caparica                          |                  | Partido Socialista             | 36,66 / 100,00 | 6 / 13   |
| Laranjeiro e Feijó                         |                  | Coligação Democrática Unitária | 45,91 / 100,00 | 11 / 19  |

### Barreiro

#### Câmara Municipal
| Partido                 | Partido                        | Votos  | %               | +/-  | Vereadores | +/-     |
| ----------------------- | ------------------------------ | ------ | --------------- | ---- | ---------- | ------- |
|                         | Coligação Democrática Unitária | 14 380 | 44,89 / 100,00  | 2,79 | 5 / 9      | Estável |
|                         | Partido Socialista             | 8 877  | 27,71 / 100,00  | 2,11 | 3 / 9      | Estável |
|                         | Partido Social Democrata       | 2 848  | 8,89 / 100,00   | 0,13 | 1 / 9      | Estável |
|                         | Bloco de Esquerda              | 1 961  | 6,12 / 100,00   | 0,07 | 0 / 9      | Estável |
|                         | PCTP/MRPP                      | 1 028  | 3,21 / 100,00   | 0,91 | 0 / 9      | Estável |
|                         | CDS – Partido Popular          | 413    | 1,29 / 100,00   | 1,36 | 0 / 9      | Estável |
| Votos Inválidos         | Votos Inválidos                | 2 527  | 7,89 / 100,00   | 5,41 |            |         |
| Total                   | Total                          | 32 034 | 100,00 / 100,00 |      | 9 / 9      |         |
| Eleitorado/Participação | Eleitorado/Participação        | 70 590 | 45,38 / 100,00  | 7,44 |            |         |

| Freguesia                                   | %     | %     | %     | %    | %    | %    | Votantes |
| Freguesia                                   | CDU   | PS    | PSD   | BE   | PCTP | CDS  | Votantes |
| ------------------------------------------- | ----- | ----- | ----- | ---- | ---- | ---- | -------- |
| Alto do Seixalinho, Santo André e Verderena | 45,42 | 28,81 | 7,71  | 5,87 | 3,72 | 1,23 | 17 037   |
| Barreiro e Lavradio                         | 46,39 | 26,02 | 9,45  | 6,23 | 2,68 | 0,94 | 9 039    |
| Palhais e Coina                             | 41,82 | 25,11 | 11,94 | 6,45 | 2,35 | 2,07 | 1 784    |
| Santo António da Charneca                   | 40,78 | 27,98 | 11,19 | 6,78 | 2,66 | 1,94 | 4 174    |
| Barreiro                                    | 44,89 | 27,71 | 8,89  | 6,12 | 3,21 | 1,29 | 32 034   |

#### Assembleia Municipal
| Partido                 | Partido                        | Votos  | %               | +/-  | Mandatos | +/-     |
| ----------------------- | ------------------------------ | ------ | --------------- | ---- | -------- | ------- |
|                         | Coligação Democrática Unitária | 13 869 | 43,36 / 100,00  | 1,35 | 14 / 27  | 1       |
|                         | Partido Socialista             | 8 887  | 27,78 / 100,00  | 2,80 | 8 / 27   | 1       |
|                         | Partido Social Democrata       | 2 869  | 8,97 / 100,00   | 0,76 | 2 / 27   | 1       |
|                         | Bloco de Esquerda              | 2 302  | 7,20 / 100,00   | 0,07 | 2 / 27   | Estável |
|                         | PCTP/MRPP                      | 1 020  | 3,19 / 100,00   | 1,11 | 1 / 27   | 1       |
|                         | CDS – Partido Popular          | 430    | 1,34 / 100,00   | 1,64 | 0 / 27   | Estável |
| Votos Inválidos         | Votos Inválidos                | 2 608  | 8,15 / 100,00   | 5,51 |          |         |
| Total                   | Total                          | 31 985 | 100,00 / 100,00 |      | 27 / 27  |         |
| Eleitorado/Participação | Eleitorado/Participação        | 70 590 | 45,31 / 100,00  | 7,46 |          |         |

| Freguesia                                   | %     | %     | %     | %    | %    | %    | Votantes |
| Freguesia                                   | CDU   | PS    | PSD   | BE   | PCTP | CDS  | Votantes |
| ------------------------------------------- | ----- | ----- | ----- | ---- | ---- | ---- | -------- |
| Alto do Seixalinho, Santo André e Verderena | 43,82 | 29,00 | 7,83  | 7,00 | 3,67 | 1,29 | 17 008   |
| Barreiro e Lavradio                         | 44,81 | 25,84 | 9,67  | 7,36 | 2,65 | 1,04 | 9 018    |
| Palhais e Coina                             | 40,06 | 25,49 | 11,88 | 7,45 | 2,41 | 1,96 | 1 785    |
| Santo António da Charneca                   | 39,77 | 28,01 | 10,85 | 7,55 | 2,73 | 1,96 | 4 174    |
| Barreiro                                    | 43,36 | 27,78 | 8,97  | 7,20 | 3,19 | 1,34 | 31 985   |

#### Juntas de Freguesia
| Partido                 | Partido                        | Votos  | %               | +/-  | Presidentes | Mandatos | +/-     |
| ----------------------- | ------------------------------ | ------ | --------------- | ---- | ----------- | -------- | ------- |
|                         | Coligação Democrática Unitária | 14 126 | 44,12 / 100,00  | 1,71 | 3 / 4       | 27 / 54  | 21      |
|                         | Partido Socialista             | 8 776  | 27,41 / 100,00  | 4,81 | 0 / 4       | 16 / 54  | 20      |
|                         | Partido Social Democrata       | 2 754  | 8,60 / 100,00   | 1,01 | 0 / 4       | 3 / 54   | 5       |
|                         | Bloco de Esquerda              | 2 258  | 7,05 / 100,00   | 0,25 | 0 / 4       | 3 / 54   | 1       |
|                         | Grupo de Cidadãos              | 817    | 2,55 / 100,00   | -    | 1 / 4       | 5 / 54   | -       |
|                         | PCTP/MRPP                      | 651    | 2,03 / 100,00   | 0,98 | 0 / 4       | 0 / 54   | Estável |
| Votos Inválidos         | Votos Inválidos                | 2 636  | 8,24 / 100,00   | 5,29 |             |          |         |
| Total                   | Total                          | 32 018 | 100,00 / 100,00 |      | 4 / 4       | 54 / 54  | 42      |
| Eleitorado/Participação | Eleitorado/Participação        | 70 590 | 45,36 / 100,00  | 7,49 |             |          |         |

| Freguesia                                   | Partido Vencedor | Partido Vencedor               | %              | Mandatos |
| ------------------------------------------- | ---------------- | ------------------------------ | -------------- | -------- |
| Alto do Seixalinho, Santo André e Verderena |                  | Coligação Democrática Unitária | 44,34 / 100,00 | 10 / 19  |
| Barreiro e Lavradio                         |                  | Coligação Democrática Unitária | 46,86 / 100,00 | 7 / 13   |
| Palhais e Coina                             |                  | Grupo de Cidadãos              | 45,77 / 100,00 | 5 / 9    |
| Santo António da Charneca                   |                  | Coligação Democrática Unitária | 42,41 / 100,00 | 7 / 13   |

### Grândola

#### Câmara Municipal
| Partido                 | Partido                             | Votos  | %               | +/-   | Vereadores | +/-     |
| ----------------------- | ----------------------------------- | ------ | --------------- | ----- | ---------- | ------- |
|                         | Coligação Democrática Unitária      | 2 806  | 34,56 / 100,00  | 1,49  | 3 / 7      | 1       |
|                         | Partido Socialista                  | 1 918  | 23,62 / 100,00  | 32,34 | 2 / 7      | 3       |
|                         | Grândola Melhor                     | 1 526  | 18,79 / 100,00  | Novo  | 1 / 7      | Novo    |
|                         | Movimento Independente por Grândola | 1 516  | 18,67 / 100,00  | Novo  | 1 / 7      | Novo    |
|                         | Bloco de Esquerda                   | 88     | 1,08 / 100,00   | 1,03  | 0 / 7      | Estável |
| Votos Inválidos         | Votos Inválidos                     | 266    | 3,28 / 100,00   | 0,83  |            |         |
| Total                   | Total                               | 8 120  | 100,00 / 100,00 |       | 7 / 7      |         |
| Eleitorado/Participação | Eleitorado/Participação             | 12 467 | 65,13 / 100,00  | 0,17  |            |         |

| Freguesia                                  | %     | %     | %     | %     | %    | Votantes |
| Freguesia                                  | CDU   | PS    | GM    | MIG   | BE   | Votantes |
| ------------------------------------------ | ----- | ----- | ----- | ----- | ---- | -------- |
| Azinheira dos Barros e São Mamede do Sádão | 20,45 | 60,93 | 4,66  | 9,72  | 1,21 | 494      |
| Carvalhal                                  | 51,27 | 18,03 | 5,96  | 19,23 | 0,60 | 671      |
| Grândola e Santa Margarida da Serra        | 35,95 | 22,51 | 16,90 | 20,36 | 1,11 | 5 953    |
| Melides                                    | 22,06 | 15,57 | 45,61 | 12,67 | 1,20 | 1 002    |
| Grândola                                   | 34,56 | 23,62 | 18,79 | 18,67 | 1,08 | 8 120    |

#### Assembleia Municipal
| Partido                 | Partido                             | Votos  | %               | +/-   | Mandatos | +/-     |
| ----------------------- | ----------------------------------- | ------ | --------------- | ----- | -------- | ------- |
|                         | Coligação Democrática Unitária      | 2 726  | 33,57 / 100,00  | 3,05  | 7 / 21   | 2       |
|                         | Grândola Melhor                     | 1 727  | 21,27 / 100,00  | Novo  | 5 / 21   | Novo    |
|                         | Partido Socialista                  | 1 713  | 21,10 / 100,00  | 26,98 | 5 / 21   | 6       |
|                         | Movimento Independente por Grândola | 1 156  | 14,24 / 100,00  | Novo  | 3 / 21   | Novo    |
|                         | Partido Social Democrata            | 382    | 4,70 / 100,00   | 3,13  | 1 / 21   | Estável |
|                         | Bloco de Esquerda                   | 117    | 1,44 / 100,00   | 1,39  | 0 / 21   | Estável |
| Votos Inválidos         | Votos Inválidos                     | 299    | 3,68 / 100,00   | 0,48  |          |         |
| Total                   | Total                               | 8 120  | 100,00 / 100,00 |       | 21 / 21  |         |
| Eleitorado/Participação | Eleitorado/Participação             | 12 467 | 65,13 / 100,00  | 0,13  |          |         |

| Freguesia                                  | %     | %     | %     | %     | %    | %    | Votantes |
| Freguesia                                  | CDU   | GM    | PS    | MIG   | PSD  | BE   | Votantes |
| ------------------------------------------ | ----- | ----- | ----- | ----- | ---- | ---- | -------- |
| Azinheira dos Barros e São Mamede do Sádão | 18,62 | 5,06  | 60,93 | 8,30  | 1,82 | 1,82 | 494      |
| Carvalhal                                  | 50,97 | 5,07  | 16,84 | 17,44 | 2,83 | 1,19 | 671      |
| Grândola e Santa Margarida da Serra        | 34,82 | 21,00 | 19,27 | 15,25 | 4,67 | 1,46 | 5 953    |
| Melides                                    | 21,86 | 41,72 | 15,17 | 8,98  | 7,58 | 1,30 | 1 002    |
| Grândola                                   | 33,57 | 21,27 | 21,10 | 14,24 | 4,70 | 1,44 | 8 120    |

#### Juntas de Freguesia
| Partido                 | Partido                        | Votos  | %               | +/-   | Presidentes | Mandatos | +/-     |
| ----------------------- | ------------------------------ | ------ | --------------- | ----- | ----------- | -------- | ------- |
|                         | Coligação Democrática Unitária | 3 807  | 46,89 / 100,00  | 1,80  | 2 / 4       | 17 / 38  | 3       |
|                         | Grupo de Cidadãos              | 2 235  | 27,53 / 100,00  | -     | 1 / 4       | 10 / 38  | -       |
|                         | Partido Socialista             | 1 702  | 20,96 / 100,00  | 21,31 | 1 / 4       | 11 / 38  | 12      |
|                         | Bloco de Esquerda              | 73     | 0,90 / 100,00   | 0,77  | 0 / 4       | 0 / 38   | Estável |
| Votos Inválidos         | Votos Inválidos                | 302    | 3,72 / 100,00   | 0,46  |             |          |         |
| Total                   | Total                          | 8 119  | 100,00 / 100,00 |       | 4 / 4       | 38 / 38  | 7       |
| Eleitorado/Participação | Eleitorado/Participação        | 12 467 | 65,12 / 100,00  | 0,19  |             |          |         |

| Freguesia                                  | Partido Vencedor | Partido Vencedor               | %              | Mandatos |
| ------------------------------------------ | ---------------- | ------------------------------ | -------------- | -------- |
| Azinheira dos Barros e São Mamede do Sádão |                  | Partido Socialista             | 76,72 / 100,00 | 6 / 7    |
| Carvalhal                                  |                  | Coligação Democrática Unitária | 67,66 / 100,00 | 7 / 9    |
| Grândola e Santa Margarida da Serra        |                  | Coligação Democrática Unitária | 50,82 / 100,00 | 7 / 13   |
| Melides                                    |                  | Grupo de Cidadãos              | 42,51 / 100,00 | 4 / 9    |

### Moita

#### Câmara Municipal
| Partido                 | Partido                               | Votos  | %               | +/-  | Vereadores | +/-     |
| ----------------------- | ------------------------------------- | ------ | --------------- | ---- | ---------- | ------- |
|                         | Coligação Democrática Unitária        | 10 918 | 45,54 / 100,00  | 0,61 | 5 / 9      | Estável |
|                         | Partido Socialista                    | 5 947  | 24,80 / 100,00  | 1,84 | 3 / 9      | Estável |
|                         | Bloco de Esquerda                     | 2 022  | 8,43 / 100,00   | 3,17 | 1 / 9      | Estável |
|                         | Partido Social Democrata              | 1 483  | 6,19 / 100,00   | 1,73 | 0 / 9      | Estável |
|                         | PCTP/MRPP                             | 660    | 2,75 / 100,00   | 0,16 | 0 / 9      | Estável |
|                         | Partido pelos Animais e pela Natureza | 568    | 2,37 / 100,00   | Novo | 0 / 9      | Novo    |
|                         | CDS – Partido Popular                 | 470    | 1,96 / 100,00   | 1,50 | 0 / 9      | Estável |
|                         | Partido Trabalhista Português         | 206    | 0,86 / 100,00   | -    | 0 / 9      | -       |
| Votos Inválidos         | Votos Inválidos                       | 1 702  | 7,10 / 100,00   | 4,23 |            |         |
| Total                   | Total                                 | 23 976 | 100,00 / 100,00 |      | 9 / 9      |         |
| Eleitorado/Participação | Eleitorado/Participação               | 59 425 | 40,35 / 100,00  | 6,53 |            |         |

| Freguesia                            | %     | %     | %     | %    | %    | %    | %    | %    | Votantes |
| Freguesia                            | CDU   | PS    | BE    | PSD  | PCTP | PAN  | CDS  | PTP  | Votantes |
| ------------------------------------ | ----- | ----- | ----- | ---- | ---- | ---- | ---- | ---- | -------- |
| Alhos Vedros                         | 42,90 | 21,30 | 11,93 | 6,92 | 3,39 | 2,64 | 1,67 | 0,87 | 5 522    |
| Baixa da Banheira e Vale da Amoreira | 49,40 | 21,92 | 8,13  | 5,96 | 2,87 | 2,28 | 2,05 | 0,93 | 10 434   |
| Gaio-Rosário e Sarilhos Pequenos     | 47,83 | 35,33 | 3,67  | 2,77 | 0,75 | 1,50 | 0,82 | 0,60 | 1 336    |
| Moita                                | 41,23 | 30,10 | 6,97  | 6,61 | 2,45 | 2,45 | 2,29 | 0,79 | 6 684    |
| Moita                                | 45,54 | 24,80 | 8,43  | 6,19 | 2,75 | 2,37 | 1,96 | 0,86 | 23 976   |

#### Assembleia Municipal
| Partido                 | Partido                               | Votos  | %               | +/-  | Mandatos | +/-     |
| ----------------------- | ------------------------------------- | ------ | --------------- | ---- | -------- | ------- |
|                         | Coligação Democrática Unitária        | 10 900 | 45,42 / 100,00  | 1,87 | 15 / 27  | 2       |
|                         | Partido Socialista                    | 5 927  | 24,70 / 100,00  | 1,75 | 8 / 27   | Estável |
|                         | Bloco de Esquerda                     | 2 173  | 9,06 / 100,00   | 3,53 | 2 / 27   | 1       |
|                         | Partido Social Democrata              | 1 526  | 6,36 / 100,00   | 1,82 | 2 / 27   | Estável |
|                         | Partido pelos Animais e pela Natureza | 647    | 2,70 / 100,00   | Novo | 0 / 27   | Novo    |
|                         | PCTP/MRPP                             | 619    | 2,58 / 100,00   | 0,13 | 0 / 27   | Estável |
|                         | CDS – Partido Popular                 | 522    | 2,18 / 100,00   | 1,48 | 0 / 27   | 1       |
|                         | Partido Trabalhista Português         | 0      | 0,00 / 100,00   | -    | 0 / 27   | -       |
| Votos Inválidos         | Votos Inválidos                       | 1 682  | 7,01 / 100,00   | 4,15 |          |         |
| Total                   | Total                                 | 23 996 | 100,00 / 100,00 |      | 27 / 27  |         |
| Eleitorado/Participação | Eleitorado/Participação               | 59 425 | 40,38 / 100,00  | 6,49 |          |         |

| Freguesia                            | %     | %     | %     | %    | %    | %    | %    | %   | Votantes |
| Freguesia                            | CDU   | PS    | BE    | PSD  | PAN  | PCTP | CDS  | PTP | Votantes |
| ------------------------------------ | ----- | ----- | ----- | ---- | ---- | ---- | ---- | --- | -------- |
| Alhos Vedros                         | 42,46 | 21,40 | 12,78 | 6,76 | 3,02 | 3,29 | 1,83 | 0   | 5 532    |
| Baixa da Banheira e Vale da Amoreira | 49,57 | 22,16 | 8,25  | 6,14 | 2,48 | 2,75 | 2,34 | 0   | 10 444   |
| Gaio-Rosário e Sarilhos Pequenos     | 47,16 | 35,03 | 4,79  | 2,99 | 1,87 | 0,45 | 1,12 | 0   | 1 336    |
| Moita                                | 41,05 | 29,34 | 8,08  | 7,05 | 2,93 | 2,15 | 2,42 | 0   | 6 684    |
| Moita                                | 45,42 | 24,70 | 9,06  | 6,36 | 2,70 | 2,58 | 2,18 | 0   | 23 996   |

#### Juntas de Freguesia
| Partido                 | Partido                        | Votos  | %               | +/-  | Presidentes | Mandatos | +/-     |
| ----------------------- | ------------------------------ | ------ | --------------- | ---- | ----------- | -------- | ------- |
|                         | Coligação Democrática Unitária | 11 051 | 46,08 / 100,00  | 0,67 | 4 / 4       | 30 / 54  | 7       |
|                         | Partido Socialista             | 5 906  | 24,62 / 100,00  | 1,70 | 0 / 4       | 15 / 54  | 8       |
|                         | Bloco de Esquerda              | 2 146  | 8,95 / 100,00   | 3,08 | 0 / 4       | 4 / 54   | 3       |
|                         | Partido Social Democrata       | 1 548  | 6,45 / 100,00   | 2,94 | 0 / 4       | 3 / 54   | 2       |
|                         | PCTP/MRPP                      | 932    | 3,89 / 100,00   | 1,03 | 0 / 4       | 1 / 54   | 1       |
|                         | CDS – Partido Popular          | 509    | 2,12 / 100,00   | 1,15 | 0 / 4       | 0 / 54   | Estável |
|                         | Grupo de Cidadãos              | 202    | 0,84 / 100,00   | -    | 0 / 4       | 1 / 54   | -       |
|                         | Partido Trabalhista Português  | 0      | 0,00 / 100,00   | -    | 0 / 4       | 0 / 54   | -       |
| Votos Inválidos         | Votos Inválidos                | 1 690  | 7,04 / 100,00   | 4,02 |             |          |         |
| Total                   | Total                          | 23 984 | 100,00 / 100,00 |      | 4 / 4       | 54 / 54  | 18      |
| Eleitorado/Participação | Eleitorado/Participação        | 59 425 | 40,36 / 100,00  | 6,54 |             |          |         |

| Freguesia                            | Partido Vencedor | Partido Vencedor               | %              | Mandatos |
| ------------------------------------ | ---------------- | ------------------------------ | -------------- | -------- |
| Alhos Vedros                         |                  | Coligação Democrática Unitária | 41,60 / 100,00 | 7 / 13   |
| Baixa da Banheira e Vale da Amoreira |                  | Coligação Democrática Unitária | 49,75 / 100,00 | 11 / 19  |
| Gaio-Rosário e Sarilhos Pequenos     |                  | Coligação Democrática Unitária | 42,51 / 100,00 | 5 / 9    |
| Moita                                |                  | Coligação Democrática Unitária | 44,74 / 100,00 | 7 / 13   |

### Montijo

#### Câmara Municipal
| Partido                 | Partido                        | Votos  | %               | +/-   | Vereadores | +/-     |
| ----------------------- | ------------------------------ | ------ | --------------- | ----- | ---------- | ------- |
|                         | Partido Socialista             | 4 726  | 28,59 / 100,00  | 20,15 | 3 / 7      | 1       |
|                         | Coligação Democrática Unitária | 4 300  | 26,02 / 100,00  | 10,17 | 2 / 7      | 1       |
|                         | Partido Social Democrata       | 4 168  | 25,22 / 100,00  | -     | 2 / 7      | -       |
|                         | Bloco de Esquerda              | 1 085  | 6,56 / 100,00   | 1,78  | 0 / 7      | Estável |
|                         | CDS – Partido Popular          | 479    | 2,90 / 100,00   | -     | 0 / 7      | -       |
|                         | PCTP/MRPP                      | 427    | 2,58 / 100,00   | 0,82  | 0 / 7      | Estável |
| Votos Inválidos         | Votos Inválidos                | 1 343  | 8,12 / 100,00   | 4,90  |            |         |
| Total                   | Total                          | 16 528 | 100,00 / 100,00 |       | 7 / 7      |         |
| Eleitorado/Participação | Eleitorado/Participação        | 41 316 | 40,00 / 100,00  | 8,28  |            |         |

| Freguesia                         | %     | %     | %     | %    | %    | %    | Votantes |
| Freguesia                         | PS    | CDU   | PSD   | BE   | CDS  | PCTP | Votantes |
| --------------------------------- | ----- | ----- | ----- | ---- | ---- | ---- | -------- |
| Atalaia e Alto Estanqueiro-Jardia | 37,86 | 27,34 | 18,04 | 4,40 | 2,81 | 2,26 | 1 635    |
| Canha                             | 25,54 | 19,50 | 39,47 | 1,86 | 7,74 | 1,55 | 646      |
| Montijo e Afonsoeiro              | 25,39 | 26,57 | 26,24 | 7,78 | 2,48 | 2,80 | 11 555   |
| Pegões                            | 41,87 | 15,01 | 24,82 | 3,75 | 5,00 | 2,63 | 1 519    |
| Sarilhos Grandes                  | 31,71 | 36,57 | 17,82 | 3,84 | 1,79 | 1,45 | 1 173    |
| Montijo                           | 28,59 | 26,02 | 25,22 | 6,56 | 2,90 | 2,58 | 16 528   |

#### Assembleia Municipal
| Partido                 | Partido                        | Votos  | %               | +/-   | Mandatos | +/-     |
| ----------------------- | ------------------------------ | ------ | --------------- | ----- | -------- | ------- |
|                         | Partido Socialista             | 4 754  | 28,77 / 100,00  | 16,77 | 7 / 21   | 3       |
|                         | Coligação Democrática Unitária | 4 358  | 26,37 / 100,00  | 9,50  | 6 / 21   | 2       |
|                         | Partido Social Democrata       | 3 833  | 23,19 / 100,00  | -     | 6 / 21   | -       |
|                         | Bloco de Esquerda              | 1 248  | 7,55 / 100,00   | 1,41  | 2 / 21   | 1       |
|                         | CDS – Partido Popular          | 541    | 3,27 / 100,00   | -     | 0 / 21   | -       |
|                         | PCTP/MRPP                      | 421    | 2,55 / 100,00   | 0,64  | 0 / 21   | Estável |
| Votos Inválidos         | Votos Inválidos                | 1 371  | 8,30 / 100,00   | 4,99  |          |         |
| Total                   | Total                          | 16 526 | 100,00 / 100,00 |       | 21 / 21  |         |
| Eleitorado/Participação | Eleitorado/Participação        | 41 316 | 40,00 / 100,00  | 8,28  |          |         |

| Freguesia                         | %     | %     | %     | %    | %    | %    | Votantes |
| Freguesia                         | PS    | CDU   | PSD   | BE   | CDS  | PCTP | Votantes |
| --------------------------------- | ----- | ----- | ----- | ---- | ---- | ---- | -------- |
| Atalaia e Alto Estanqueiro-Jardia | 37,31 | 27,58 | 16,94 | 4,28 | 3,24 | 2,32 | 1 635    |
| Canha                             | 25,27 | 19,38 | 35,81 | 2,64 | 9,77 | 1,24 | 645      |
| Montijo e Afonsoeiro              | 25,49 | 26,95 | 24,02 | 9,10 | 2,76 | 2,85 | 11 555   |
| Pegões                            | 43,35 | 15,48 | 23,19 | 4,15 | 5,60 | 1,84 | 1 518    |
| Sarilhos Grandes                  | 32,23 | 36,91 | 16,88 | 3,92 | 1,79 | 1,53 | 1 173    |
| Montijo                           | 28,77 | 26,37 | 23,19 | 7,55 | 3,27 | 2,55 | 16 526   |

#### Juntas de Freguesia
| Partido                 | Partido                        | Votos  | %               | +/-   | Presidentes | Mandatos | +/-     |
| ----------------------- | ------------------------------ | ------ | --------------- | ----- | ----------- | -------- | ------- |
|                         | Partido Socialista             | 5 104  | 30,88 / 100,00  | 12,53 | 3 / 5       | 21 / 55  | 16      |
|                         | Coligação Democrática Unitária | 4 440  | 26,86 / 100,00  | 8,63  | 1 / 5       | 17 / 55  | 2       |
|                         | Partido Social Democrata       | 3 795  | 22,96 / 100,00  | -     | 1 / 5       | 14 / 55  | -       |
|                         | Bloco de Esquerda              | 978    | 5,92 / 100,00   | 1,91  | 0 / 5       | 2 / 55   | 1       |
|                         | CDS – Partido Popular          | 573    | 3,47 / 100,00   | -     | 0 / 5       | 1 / 55   | -       |
|                         | PCTP/MRPP                      | 316    | 1,91 / 100,00   | 0,78  | 0 / 5       | 0 / 55   | Estável |
| Votos Inválidos         | Votos Inválidos                | 1 323  | 8,00 / 100,00   | 4,96  |             |          |         |
| Total                   | Total                          | 16 529 | 100,00 / 100,00 |       | 5 / 5       | 55 / 55  | 27      |
| Eleitorado/Participação | Eleitorado/Participação        | 41 316 | 40,01 / 100,00  | 8,27  |             |          |         |

| Freguesia                         | Partido Vencedor | Partido Vencedor               | %              | Mandatos |
| --------------------------------- | ---------------- | ------------------------------ | -------------- | -------- |
| Atalaia e Alto Estanqueiro-Jardia |                  | Partido Socialista             | 38,53 / 100,00 | 4 / 9    |
| Canha                             |                  | Partido Social Democrata       | 36,94 / 100,00 | 4 / 9    |
| Montijo e Afonsoeiro              |                  | Partido Socialista             | 27,66 / 100,00 | 6 / 19   |
| Pegões                            |                  | Partido Socialista             | 50,30 / 100,00 | 6 / 9    |
| Sarilhos Grandes                  |                  | Coligação Democrática Unitária | 40,37 / 100,00 | 4 / 9    |

### Palmela

#### Câmara Municipal
| Partido                 | Partido                        | Votos  | %               | +/-  | Vereadores | +/-     |
| ----------------------- | ------------------------------ | ------ | --------------- | ---- | ---------- | ------- |
|                         | Coligação Democrática Unitária | 9 255  | 46,70 / 100,00  | 3,49 | 5 / 9      | Estável |
|                         | Partido Socialista             | 5 010  | 25,28 / 100,00  | 2,25 | 3 / 9      | 1       |
|                         | PSD-CDS                        | 2 252  | 11,36 / 100,00  | -    | 1 / 9      | -       |
|                         | Bloco de Esquerda              | 1 047  | 5,28 / 100,00   | 0,48 | 0 / 9      | Estável |
|                         | Partido Trabalhista Português  | 389    | 1,96 / 100,00   | -    | 0 / 9      | -       |
| Votos Inválidos         | Votos Inválidos                | 1 865  | 9,41 / 100,00   | 6,21 |            |         |
| Total                   | Total                          | 19 818 | 100,00 / 100,00 |      | 9 / 9      | 2       |
| Eleitorado/Participação | Eleitorado/Participação        | 51 465 | 38,51 / 100,00  | 9,71 |            |         |

| Freguesia           | %     | %     | %        | %    | %    | Votantes |
| Freguesia           | CDU   | PS    | PSD- CDS | BE   | PTP  | Votantes |
| ------------------- | ----- | ----- | -------- | ---- | ---- | -------- |
| Palmela             | 37,62 | 29,57 | 14,54    | 5,21 | 1,85 | 5 563    |
| Pinhal Novo         | 55,20 | 19,93 | 8,12     | 6,43 | 2,13 | 7 849    |
| Poceirão e Marateca | 48,90 | 30,61 | 9,81     | 2,80 | 1,80 | 2 783    |
| Quinta do Anjo      | 40,52 | 26,19 | 14,71    | 4,80 | 1,90 | 3 623    |
| Palmela             | 46,70 | 25,28 | 11,36    | 5,28 | 1,96 | 19 818   |

#### Assembleia Municipal
| Partido                 | Partido                        | Votos  | %               | +/-  | Mandatos | +/- |
| ----------------------- | ------------------------------ | ------ | --------------- | ---- | -------- | --- |
|                         | Coligação Democrática Unitária | 9 081  | 45,82 / 100,00  | 1,33 | 14 / 27  | 3   |
|                         | Partido Socialista             | 5 157  | 26,02 / 100,00  | 1,44 | 8 / 27   | 3   |
|                         | PSD-CDS                        | 2 415  | 12,19 / 100,00  | -    | 3 / 27   | -   |
|                         | Bloco de Esquerda              | 1 275  | 6,43 / 100,00   | 0,58 | 2 / 27   | 1   |
| Votos Inválidos         | Votos Inválidos                | 1 890  | 9,53 / 100,00   | 5,99 |          |     |
| Total                   | Total                          | 19 818 | 100,00 / 100,00 |      | 27 / 27  | 6   |
| Eleitorado/Participação | Eleitorado/Participação        | 51 465 | 38,51 / 100,00  | 9,69 |          |     |

| Freguesia           | %     | %     | %        | %    | Votantes |
| Freguesia           | CDU   | PS    | PSD- CDS | BE   | Votantes |
| ------------------- | ----- | ----- | -------- | ---- | -------- |
| Palmela             | 37,72 | 30,03 | 14,95    | 6,36 | 5 564    |
| Pinhal Novo         | 52,75 | 21,44 | 9,16     | 7,93 | 7 848    |
| Poceirão e Marateca | 49,26 | 30,79 | 10,49    | 2,98 | 2 783    |
| Quinta do Anjo      | 40,60 | 26,11 | 15,79    | 5,96 | 3 623    |
| Palmela             | 45,82 | 26,02 | 12,19    | 6,43 | 19 818   |

#### Juntas de Freguesia
| Partido                 | Partido                        | Votos  | %               | +/-  | Presidentes | Mandatos | +/-     |
| ----------------------- | ------------------------------ | ------ | --------------- | ---- | ----------- | -------- | ------- |
|                         | Coligação Democrática Unitária | 9 280  | 46,83 / 100,00  | 0,98 | 4 / 4       | 32 / 58  | Estável |
|                         | Partido Socialista             | 5 368  | 27,09 / 100,00  | 1,58 | 0 / 4       | 19 / 58  | 2       |
|                         | PSD-CDS                        | 2 200  | 11,10 / 100,00  | -    | 0 / 4       | 6 / 58   | -       |
|                         | Bloco de Esquerda              | 1 177  | 5,94 / 100,00   | 0,77 | 0 / 4       | 1 / 58   | 1       |
| Votos Inválidos         | Votos Inválidos                | 1 792  | 9,04 / 100,00   | 5,44 |             |          |         |
| Total                   | Total                          | 19 817 | 100,00 / 100,00 |      | 4 / 4       | 58 / 58  | 1       |
| Eleitorado/Participação | Eleitorado/Participação        | 51 465 | 38,51 / 100,00  | 9,71 |             |          |         |

| Freguesia           | Partido Vencedor | Partido Vencedor               | %              | Mandatos |
| ------------------- | ---------------- | ------------------------------ | -------------- | -------- |
| Palmela             |                  | Coligação Democrática Unitária | 39,21 / 100,00 | 6 / 13   |
| Pinhal Novo         |                  | Coligação Democrática Unitária | 52,39 / 100,00 | 12 / 19  |
| Poceirão e Marateca |                  | Coligação Democrática Unitária | 52,19 / 100,00 | 7 / 13   |
| Quinta do Anjo      |                  | Coligação Democrática Unitária | 42,37 / 100,00 | 7 / 13   |

### Santiago do Cacém

#### Câmara Municipal
| Partido                 | Partido                        | Votos  | %               | +/-  | Vereadores | +/-     |
| ----------------------- | ------------------------------ | ------ | --------------- | ---- | ---------- | ------- |
|                         | Coligação Democrática Unitária | 5 930  | 45,53 / 100,00  | 3,45 | 4 / 7      | Estável |
|                         | Partido Socialista             | 3 466  | 26,61 / 100,00  | 1,36 | 2 / 7      | Estável |
|                         | Partido Social Democrata       | 1 879  | 14,43 / 100,00  | 3,51 | 1 / 7      | Estável |
|                         | Bloco de Esquerda              | 475    | 3,65 / 100,00   | 2,34 | 0 / 7      | Estável |
|                         | CDS – Partido Popular          | 276    | 2,12 / 100,00   | 0,74 | 0 / 7      | Estável |
| Votos Inválidos         | Votos Inválidos                | 997    | 7,65 / 100,00   | 4,37 |            |         |
| Total                   | Total                          | 13 023 | 100,00 / 100,00 |      | 7 / 7      |         |
| Eleitorado/Participação | Eleitorado/Participação        | 25 361 | 51,35 / 100,00  | 5,97 |            |         |

| Freguesia                                        | %     | %     | %     | %    | %    | Votantes |
| Freguesia                                        | CDU   | PS    | PSD   | BE   | CDS  | Votantes |
| ------------------------------------------------ | ----- | ----- | ----- | ---- | ---- | -------- |
| Abela                                            | 56,73 | 15,50 | 19,25 | 0,68 | 2,56 | 587      |
| Alvalade                                         | 57,57 | 25,67 | 6,42  | 1,63 | 1,25 | 1 044    |
| Cercal do Alentejo                               | 50,78 | 30,30 | 8,56  | 1,92 | 2,51 | 1 670    |
| Ermidas-Sado                                     | 55,21 | 28,82 | 8,80  | 1,26 | 0,27 | 1 114    |
| Santiago do Cacém, Sta. e S. Bartolomeu da Serra | 38,39 | 27,29 | 21,36 | 3,37 | 2,23 | 3 324    |
| Santo André                                      | 39,38 | 26,65 | 14,08 | 6,89 | 2,72 | 3 977    |
| São Domingos e Vale de Água                      | 55,57 | 27,20 | 9,26  | 1,29 | 1,64 | 853      |
| São Francisco da Serra                           | 47,80 | 17,84 | 24,01 | 2,42 | 1,54 | 454      |
| Santiago do Cacém                                | 45,53 | 26,61 | 14,43 | 3,65 | 2,12 | 13 023   |

#### Assembleia Municipal
| Partido                 | Partido                        | Votos  | %               | +/-  | Mandatos | +/-     |
| ----------------------- | ------------------------------ | ------ | --------------- | ---- | -------- | ------- |
|                         | Coligação Democrática Unitária | 5 819  | 44,69 / 100,00  | 2,07 | 11 / 21  | Estável |
|                         | Partido Socialista             | 3 430  | 26,34 / 100,00  | 0,62 | 6 / 21   | Estável |
|                         | Partido Social Democrata       | 1 905  | 14,63 / 100,00  | 2,51 | 3 / 21   | Estável |
|                         | Bloco de Esquerda              | 530    | 4,07 / 100,00   | 3,23 | 1 / 21   | Estável |
|                         | CDS – Partido Popular          | 268    | 2,06 / 100,00   | 1,02 | 0 / 21   | Estável |
| Votos Inválidos         | Votos Inválidos                | 1 070  | 8,22 / 100,00   | 4,44 |          |         |
| Total                   | Total                          | 13 022 | 100,00 / 100,00 |      | 21 / 21  |         |
| Eleitorado/Participação | Eleitorado/Participação        | 25 361 | 51,35 / 100,00  | 5,96 |          |         |

| Freguesia                                        | %     | %     | %     | %    | %    | Votantes |
| Freguesia                                        | CDU   | PS    | PSD   | BE   | CDS  | Votantes |
| ------------------------------------------------ | ----- | ----- | ----- | ---- | ---- | -------- |
| Abela                                            | 56,22 | 16,87 | 18,57 | 0,85 | 1,36 | 587      |
| Alvalade                                         | 54,21 | 26,15 | 7,76  | 2,39 | 1,15 | 1 044    |
| Cercal do Alentejo                               | 49,76 | 31,74 | 8,32  | 2,46 | 1,86 | 1 670    |
| Ermidas-Sado                                     | 54,13 | 29,17 | 8,53  | 1,80 | 0,27 | 1 114    |
| Santiago do Cacém, Sta. e S. Bartolomeu da Serra | 37,06 | 25,81 | 22,17 | 3,88 | 2,53 | 3 324    |
| Santo André                                      | 39,26 | 26,11 | 13,78 | 7,22 | 2,77 | 3 976    |
| São Domingos e Vale de Água                      | 56,15 | 26,85 | 9,73  | 1,64 | 1,06 | 853      |
| São Francisco da Serra                           | 47,80 | 17,18 | 24,89 | 1,98 | 2,42 | 454      |
| Santiago do Cacém                                | 44,69 | 26,34 | 14,63 | 4,07 | 2,06 | 13 022   |

#### Juntas de Freguesia
| Partido                 | Partido                        | Votos  | %               | +/-  | Presidentes | Mandatos | +/-     |
| ----------------------- | ------------------------------ | ------ | --------------- | ---- | ----------- | -------- | ------- |
|                         | Coligação Democrática Unitária | 6 637  | 50,96 / 100,00  | 2,59 | 8 / 8       | 48 / 76  | 14      |
|                         | Partido Socialista             | 3 255  | 24,99 / 100,00  | 2,41 | 0 / 8       | 18 / 76  | 1       |
|                         | Partido Social Democrata       | 1 560  | 11,98 / 100,00  | 1,53 | 0 / 8       | 8 / 76   | 2       |
|                         | Bloco de Esquerda              | 336    | 2,58 / 100,00   | 2,93 | 0 / 8       | 1 / 76   | 2       |
|                         | Grupo de Cidadãos              | 160    | 1,23 / 100,00   | 1,05 | 0 / 8       | 1 / 76   | Estável |
|                         | CDS – Partido Popular          | 118    | 0,91 / 100,00   | 0,75 | 0 / 8       | 0 / 76   | Estável |
| Votos Inválidos         | Votos Inválidos                | 957    | 7,34 / 100,00   | 3,36 |             |          |         |
| Total                   | Total                          | 13 023 | 100,00 / 100,00 |      | 8 / 8       | 76 / 76  | 19      |
| Eleitorado/Participação | Eleitorado/Participação        | 25 361 | 51,35 / 100,00  | 5,97 |             |          |         |

| Freguesia                                        | Partido Vencedor | Partido Vencedor               | %              | Mandatos |
| ------------------------------------------------ | ---------------- | ------------------------------ | -------------- | -------- |
| Abela                                            |                  | Coligação Democrática Unitária | 68,99 / 100,00 | 5 / 7    |
| Alvalade                                         |                  | Coligação Democrática Unitária | 52,59 / 100,00 | 6 / 9    |
| Cercal do Alentejo                               |                  | Coligação Democrática Unitária | 54,25 / 100,00 | 6 / 9    |
| Ermidas-Sado                                     |                  | Coligação Democrática Unitária | 60,77 / 100,00 | 6 / 9    |
| Santiago do Cacém, Sta. e S. Bartolomeu da Serra |                  | Coligação Democrática Unitária | 41,13 / 100,00 | 6 / 13   |
| Santo André                                      |                  | Coligação Democrática Unitária | 48,73 / 100,00 | 8 / 13   |
| São Domingos e Vale de Água                      |                  | Coligação Democrática Unitária | 59,32 / 100,00 | 6 / 9    |
| São Francisco da Serra                           |                  | Coligação Democrática Unitária | 63,66 / 100,00 | 5 / 7    |

### Seixal

#### Câmara Municipal
| Partido                 | Partido                        | Votos   | %               | +/-  | Vereadores | +/-     |
| ----------------------- | ------------------------------ | ------- | --------------- | ---- | ---------- | ------- |
|                         | Coligação Democrática Unitária | 22 658  | 43,42 / 100,00  | 4,43 | 6 / 11     | Estável |
|                         | Partido Socialista             | 12 409  | 23,78 / 100,00  | 1,37 | 3 / 11     | Estável |
|                         | Partido Social Democrata       | 5 611   | 10,75 / 100,00  | 3,07 | 1 / 11     | Estável |
|                         | Bloco de Esquerda              | 3 439   | 6,59 / 100,00   | 0,32 | 1 / 11     | Estável |
|                         | CDS – Partido Popular          | 1 438   | 2,76 / 100,00   | 2,47 | 0 / 11     | Estável |
|                         | Partido Trabalhista Português  | 794     | 1,52 / 100,00   | -    | 0 / 11     | -       |
|                         | PCTP/MRPP                      | 717     | 1,37 / 100,00   | -    | 0 / 11     | -       |
| Votos Inválidos         | Votos Inválidos                | 5 119   | 9,81 / 100,00   | 6,61 |            |         |
| Total                   | Total                          | 52 185  | 100,00 / 100,00 |      | 11 / 11    |         |
| Eleitorado/Participação | Eleitorado/Participação        | 134 303 | 38,86 / 100,00  | 7,27 |            |         |

| Freguesia                                | %     | %     | %     | %    | %    | %    | %    | Votantes |
| Freguesia                                | CDU   | PS    | PSD   | BE   | CDS  | PTP  | PCTP | Votantes |
| ---------------------------------------- | ----- | ----- | ----- | ---- | ---- | ---- | ---- | -------- |
| Amora                                    | 42,95 | 26,03 | 10,99 | 6,57 | 2,30 | 0,77 | 1,53 | 15 408   |
| Corroios                                 | 42,06 | 21,08 | 11,59 | 6,63 | 3,29 | 3,31 | 1,30 | 15 571   |
| Fernão Ferro                             | 33,84 | 28,10 | 15,70 | 6,79 | 3,06 | 0,85 | 1,30 | 6 007    |
| Seixal, Arrentela e Aldeia de Paio Pires | 49,08 | 22,56 | 7,70  | 6,49 | 2,55 | 0,72 | 1,32 | 15 199   |
| Seixal                                   | 43,42 | 23,78 | 10,75 | 6,59 | 2,76 | 1,52 | 1,37 | 52 185   |

#### Assembleia Municipal
| Partido                 | Partido                        | Votos   | %               | +/-  | Mandatos | +/-     |
| ----------------------- | ------------------------------ | ------- | --------------- | ---- | -------- | ------- |
|                         | Coligação Democrática Unitária | 22 591  | 43,29 / 100,00  | 2,24 | 16 / 33  | Estável |
|                         | Partido Socialista             | 12 866  | 24,65 / 100,00  | 1,35 | 9 / 33   | 1       |
|                         | Partido Social Democrata       | 5 864   | 11,24 / 100,00  | 3,06 | 4 / 33   | 1       |
|                         | Bloco de Esquerda              | 4 070   | 7,80 / 100,00   | 0,32 | 3 / 33   | 1       |
|                         | CDS – Partido Popular          | 1 562   | 2,99 / 100,00   | 2,44 | 1 / 33   | 1       |
| Votos Inválidos         | Votos Inválidos                | 5 238   | 10,04 / 100,00  | 6,72 |          |         |
| Total                   | Total                          | 52 191  | 100,00 / 100,00 |      | 33 / 33  |         |
| Eleitorado/Participação | Eleitorado/Participação        | 134 303 | 38,86 / 100,00  | 7,29 |          |         |

| Freguesia                                | %     | %     | %     | %    | %    | Votantes |
| Freguesia                                | CDU   | PS    | PSD   | BE   | CDS  | Votantes |
| ---------------------------------------- | ----- | ----- | ----- | ---- | ---- | -------- |
| Amora                                    | 42,85 | 26,05 | 11,51 | 7,70 | 2,71 | 15 409   |
| Corroios                                 | 41,82 | 23,81 | 11,92 | 8,15 | 3,36 | 15 575   |
| Fernão Ferro                             | 34,14 | 27,93 | 16,15 | 7,92 | 3,08 | 6 007    |
| Seixal, Arrentela e Aldeia de Paio Pires | 48,85 | 22,80 | 8,32  | 7,49 | 2,87 | 15 200   |
| Seixal                                   | 43,29 | 24,65 | 11,24 | 7,80 | 2,99 | 52 191   |

#### Juntas de Freguesia
| Partido                 | Partido                        | Votos   | %               | +/-  | Presidentes | Mandatos | +/- |
| ----------------------- | ------------------------------ | ------- | --------------- | ---- | ----------- | -------- | --- |
|                         | Coligação Democrática Unitária | 23 685  | 45,38 / 100,00  | 2,00 | 4 / 4       | 41 / 74  | 12  |
|                         | Partido Socialista             | 12 464  | 23,88 / 100,00  | 0,85 | 0 / 4       | 20 / 74  | 1   |
|                         | Partido Social Democrata       | 5 613   | 10,75 / 100,00  | 4,81 | 0 / 4       | 9 / 74   | 5   |
|                         | Bloco de Esquerda              | 3 740   | 7,17 / 100,00   | 0,69 | 0 / 4       | 4 / 74   | 1   |
|                         | CDS – Partido Popular          | 1 480   | 2,84 / 100,00   | 0,43 | 0 / 4       | 0 / 74   | 1   |
|                         | Partido Trabalhista Português  | 149     | 0,29 / 100,00   | -    | 0 / 4       | 0 / 74   | -   |
| Votos Inválidos         | Votos Inválidos                | 5 063   | 9,70 / 100,00   | 6,21 |             |          |     |
| Total                   | Total                          | 52 194  | 100,00 / 100,00 |      | 4 / 4       | 74 / 74  | 20  |
| Eleitorado/Participação | Eleitorado/Participação        | 134 303 | 38,86 / 100,00  | 7,29 |             |          |     |

| Freguesia                                | Partido Vencedor | Partido Vencedor               | %              | Mandatos |
| ---------------------------------------- | ---------------- | ------------------------------ | -------------- | -------- |
| Amora                                    |                  | Coligação Democrática Unitária | 43,24 / 100,00 | 11 / 21  |
| Corroios                                 |                  | Coligação Democrática Unitária | 45,29 / 100,00 | 12 / 21  |
| Fernão Ferro                             |                  | Coligação Democrática Unitária | 36,71 / 100,00 | 6 / 13   |
| Seixal, Arrentela e Aldeia de Paio Pires |                  | Coligação Democrática Unitária | 51,07 / 100,00 | 12 / 19  |

### Sesimbra

#### Câmara Municipal
| Partido                 | Partido                               | Votos  | %               | +/-   | Vereadores | +/-     |
| ----------------------- | ------------------------------------- | ------ | --------------- | ----- | ---------- | ------- |
|                         | Coligação Democrática Unitária        | 6 536  | 41,84 / 100,00  | 9,97  | 4 / 7      | 1       |
|                         | Partido Socialista                    | 3 422  | 21,91 / 100,00  | 2,42  | 2 / 7      | 1       |
|                         | PSD-CDS                               | 1 523  | 9,75 / 100,00   | -     | 1 / 7      | -       |
|                         | Sesimbra Unida                        | 1 349  | 8,64 / 100,00   | Novo  | 0 / 7      | Novo    |
|                         | Bloco de Esquerda                     | 860    | 5,51 / 100,00   | 0,68  | 0 / 7      | Estável |
|                         | Partido pelos Animais e pela Natureza | 454    | 2,91 / 100,00   | Novo  | 0 / 7      | Novo    |
| Votos Inválidos         | Votos Inválidos                       | 1 476  | 9,45 / 100,00   | 6,19  |            |         |
| Total                   | Total                                 | 15 620 | 100,00 / 100,00 |       | 7 / 7      |         |
| Eleitorado/Participação | Eleitorado/Participação               | 41 335 | 37,77 / 100,00  | 12,30 |            |         |

| Freguesia           | %     | %     | %        | %     | %    | %    | Votantes |
| Freguesia           | CDU   | PS    | PSD- CDS | SU    | BE   | PAN  | Votantes |
| ------------------- | ----- | ----- | -------- | ----- | ---- | ---- | -------- |
| Quinta do Conde     | 39,52 | 25,00 | 10,86    | 4,88  | 5,59 | 3,45 | 7 045    |
| Sesimbra (Castelo)  | 43,56 | 19,13 | 9,51     | 11,45 | 4,89 | 2,57 | 6 857    |
| Sesimbra (Santiago) | 44,53 | 20,31 | 6,17     | 12,81 | 7,63 | 2,04 | 1 718    |
| Sesimbra            | 41,84 | 21,91 | 9,75     | 8,64  | 5,51 | 2,91 | 15 620   |

#### Assembleia Municipal
| Partido                 | Partido                               | Votos  | %               | +/-   | Mandatos | +/-     |
| ----------------------- | ------------------------------------- | ------ | --------------- | ----- | -------- | ------- |
|                         | Coligação Democrática Unitária        | 6 319  | 39,43 / 100,00  | 7,14  | 10 / 21  | 1       |
|                         | Partido Socialista                    | 3 684  | 22,99 / 100,00  | 1,51  | 6 / 21   | 1       |
|                         | PSD-CDS                               | 1 641  | 10,24 / 100,00  | -     | 2 / 21   | -       |
|                         | Sesimbra Unida                        | 1 421  | 8,87 / 100,00   | Novo  | 1 / 21   | Novo    |
|                         | Bloco de Esquerda                     | 907    | 5,66 / 100,00   | 1,86  | 1 / 21   | Estável |
|                         | Partido pelos Animais e pela Natureza | 500    | 3,12 / 100,00   | Novo  | 0 / 21   | Novo    |
| Votos Inválidos         | Votos Inválidos                       | 1 555  | 9,70 / 100,00   | 5,96  |          |         |
| Total                   | Total                                 | 16 027 | 100,00 / 100,00 |       | 21 / 21  |         |
| Eleitorado/Participação | Eleitorado/Participação               | 41 355 | 38,75 / 100,00  | 11,32 |          |         |

| Freguesia           | %     | %     | %        | %     | %    | %    | Votantes |
| Freguesia           | CDU   | PS    | PSD- CDS | SU    | BE   | PAN  | Votantes |
| ------------------- | ----- | ----- | -------- | ----- | ---- | ---- | -------- |
| Quinta do Conde     | 38,03 | 24,68 | 11,30    | 5,01  | 6,16 | 3,83 | 7 045    |
| Sesimbra (Castelo)  | 40,18 | 21,29 | 10,31    | 11,32 | 5,16 | 2,68 | 6 857    |
| Sesimbra (Santiago) | 41,65 | 22,82 | 6,49     | 13,74 | 5,60 | 2,16 | 2 125    |
| Sesimbra            | 39,43 | 22,99 | 10,24    | 8,87  | 5,66 | 3,12 | 16 027   |

#### Juntas de Freguesia
| Partido                 | Partido                        | Votos  | %               | +/-   | Presidentes | Mandatos | +/- |
| ----------------------- | ------------------------------ | ------ | --------------- | ----- | ----------- | -------- | --- |
|                         | Coligação Democrática Unitária | 6 541  | 40,80 / 100,00  | 6,57  | 3 / 3       | 22 / 45  | 2   |
|                         | Partido Socialista             | 3 836  | 23,93 / 100,00  | 2,47  | 0 / 3       | 12 / 45  | 3   |
|                         | PSD-CDS                        | 1 610  | 10,04 / 100,00  | -     | 0 / 3       | 4 / 45   | -   |
|                         | Grupo de Cidadãos              | 1 535  | 9,58 / 100,00   | 4,99  | 0 / 3       | 5 / 45   | 4   |
|                         | Bloco de Esquerda              | 922    | 5,75 / 100,00   | 1,47  | 0 / 3       | 2 / 45   | 1   |
| Votos Inválidos         | Votos Inválidos                | 1 586  | 9,90 / 100,00   | 5,85  |             |          |     |
| Total                   | Total                          | 16 030 | 100,00 / 100,00 |       | 3 / 3       | 45 / 45  | 6   |
| Eleitorado/Participação | Eleitorado/Participação        | 41 355 | 38,76 / 100,00  | 11,31 |             |          |     |

| Freguesia           | Partido Vencedor | Partido Vencedor               | %              | Mandatos |
| ------------------- | ---------------- | ------------------------------ | -------------- | -------- |
| Quinta do Conde     |                  | Coligação Democrática Unitária | 39,06 / 100,00 | 9 / 19   |
| Sesimbra (Castelo)  |                  | Coligação Democrática Unitária | 42,66 / 100,00 | 7 / 13   |
| Sesimbra (Santiago) |                  | Coligação Democrática Unitária | 40,60 / 100,00 | 6 / 13   |

### Setúbal

#### Câmara Municipal
| Partido                 | Partido                               | Votos   | %               | +/-  | Vereadores | +/-     |
| ----------------------- | ------------------------------------- | ------- | --------------- | ---- | ---------- | ------- |
|                         | Coligação Democrática Unitária        | 16 801  | 41,93 / 100,00  | 3,10 | 6 / 11     | 1       |
|                         | Partido Socialista                    | 10 583  | 26,41 / 100,00  | 3,40 | 4 / 11     | 1       |
|                         | PSD-CDS                               | 5 150   | 12,85 / 100,00  | -    | 1 / 11     | -       |
|                         | Bloco de Esquerda                     | 2 267   | 5,66 / 100,00   | 0,43 | 0 / 11     | Estável |
|                         | Partido pelos Animais e pela Natureza | 1 132   | 2,83 / 100,00   | Novo | 0 / 11     | Novo    |
|                         | PCTP/MRPP                             | 986     | 2,46 / 100,00   | 1,04 | 0 / 11     | Estável |
| Votos Inválidos         | Votos Inválidos                       | 3 147   | 7,85 / 100,00   | 5,02 |            |         |
| Total                   | Total                                 | 40 066  | 100,00 / 100,00 |      | 11 / 11    | 2       |
| Eleitorado/Participação | Eleitorado/Participação               | 103 448 | 38,73 / 100,00  | 8,89 |            |         |

| Freguesia                          | %     | %     | %        | %    | %    | %    | Votantes |
| Freguesia                          | CDU   | PS    | PSD -CDS | BE   | PAN  | PCTP | Votantes |
| ---------------------------------- | ----- | ----- | -------- | ---- | ---- | ---- | -------- |
| Azeitão (São Lourenço e São Simão) | 36,46 | 22,23 | 18,39    | 6,27 | 4,03 | 1,68 | 6 846    |
| Gâmbia-Pontes-Alto da Guerra       | 51,49 | 23,72 | 7,74     | 3,87 | 1,44 | 4,47 | 2 146    |
| Setúbal                            | 39,03 | 26,74 | 16,32    | 5,29 | 2,60 | 2,40 | 13 614   |
| Sado                               | 57,18 | 23,14 | 5,35     | 4,00 | 1,18 | 2,61 | 2 373    |
| São Sebastião                      | 43,28 | 28,92 | 9,12     | 6,23 | 2,94 | 2,56 | 15 087   |
| Setúbal                            | 41,93 | 26,41 | 12,85    | 5,66 | 2,83 | 2,46 | 40 066   |

#### Assembleia Municipal
| Partido                 | Partido                        | Votos   | %               | +/-  | Deputados | +/- |
| ----------------------- | ------------------------------ | ------- | --------------- | ---- | --------- | --- |
|                         | Coligação Democrática Unitária | 16 076  | 40,13 / 100,00  | 3,70 | 15 / 33   | 4   |
|                         | Partido Socialista             | 11 308  | 28,23 / 100,00  | 0,88 | 10 / 33   | 2   |
|                         | PSD-CDS                        | 5 971   | 14,91 / 100,00  | -    | 5 / 33    | -   |
|                         | Bloco de Esquerda              | 3 089   | 7,71 / 100,00   | 0,22 | 3 / 33    | 1   |
| Votos Inválidos         | Votos Inválidos                | 3 613   | 9,01 / 100,00   | 6,06 |           |     |
| Total                   | Total                          | 40 057  | 100,00 / 100,00 |      | 33 / 33   | 6   |
| Eleitorado/Participação | Eleitorado/Participação        | 103 448 | 38,72 / 100,00  | 8,90 |           |     |

| Freguesia                          | %     | %     | %        | %    | Votantes |
| Freguesia                          | CDU   | PS    | PSD -CDS | BE   | Votantes |
| ---------------------------------- | ----- | ----- | -------- | ---- | -------- |
| Azeitão (São Lourenço e São Simão) | 35,64 | 23,11 | 20,49    | 8,74 | 6 846    |
| Gâmbia-Pontes-Alto da Guerra       | 53,36 | 24,00 | 9,46     | 4,71 | 2 146    |
| Setúbal                            | 34,94 | 29,46 | 19,31    | 7,29 | 13 613   |
| Sado                               | 57,94 | 23,94 | 6,24     | 5,01 | 2 373    |
| São Sebastião                      | 42,17 | 30,72 | 10,54    | 8,48 | 15 079   |
| Setúbal                            | 40,13 | 28,23 | 14,91    | 7,71 | 40 057   |

#### Juntas de Freguesia
| Partido                 | Partido                        | Votos   | %               | +/-  | Presidentes | Mandatos | +/-     |
| ----------------------- | ------------------------------ | ------- | --------------- | ---- | ----------- | -------- | ------- |
|                         | Coligação Democrática Unitária | 15 168  | 37,86 / 100,00  | 1,28 | 4 / 5       | 35 / 71  | 10      |
|                         | Partido Socialista             | 11 006  | 27,47 / 100,00  | 0,92 | 0 / 5       | 21 / 71  | 8       |
|                         | PSD-CDS                        | 5 261   | 13,13 / 100,00  | -    | 0 / 5       | 7 / 71   | -       |
|                         | Grupo de Cidadãos              | 2 797   | 6,98 / 100,00   | 3,33 | 1 / 5       | 6 / 71   | Estável |
|                         | Bloco de Esquerda              | 2 570   | 6,41 / 100,00   | 0,23 | 0 / 5       | 2 / 71   | 1       |
| Votos Inválidos         | Votos Inválidos                | 3 263   | 8,15 / 100,00   | 5,03 |             |          |         |
| Total                   | Total                          | 40 065  | 100,00 / 100,00 |      | 5 / 5       | 71 / 71  | 29      |
| Eleitorado/Participação | Eleitorado/Participação        | 103 448 | 38,73 / 100,00  | 8,91 |             |          |         |

| Freguesia                    | Partido Vencedor | Partido Vencedor               | %              | Mandatos |
| ---------------------------- | ---------------- | ------------------------------ | -------------- | -------- |
| Azeitão                      |                  | Grupo de Cidadãos              | 40,85 / 100,00 | 6 / 13   |
| Gâmbia-Pontes-Alto da Guerra |                  | Coligação Democrática Unitária | 57,97 / 100,00 | 7 / 9    |
| Setúbal                      |                  | Coligação Democrática Unitária | 32,78 / 100,00 | 7 / 19   |
| Sado                         |                  | Coligação Democrática Unitária | 57,99 / 100,00 | 7 / 9    |
| São Sebastião                |                  | Coligação Democrática Unitária | 42,61 / 100,00 | 10 / 21  |

### Sines

#### Câmara Municipal
| Partido                 | Partido                        | Votos  | %               | +/-   | Vereadores | +/-     |
| ----------------------- | ------------------------------ | ------ | --------------- | ----- | ---------- | ------- |
|                         | Partido Socialista             | 3 542  | 51,97 / 100,00  | 21,28 | 4 / 7      | 2       |
|                         | Sines Interessa Mais           | 1 572  | 23,06 / 100,00  | 20,80 | 2 / 7      | 2       |
|                         | Coligação Democrática Unitária | 1 084  | 15,90 / 100,00  | 0,96  | 1 / 7      | Estável |
|                         | Partido Social Democrata       | 278    | 4,08 / 100,00   | 0,73  | 0 / 7      | Estável |
|                         | CDS – Partido Popular          | 94     | 1,38 / 100,00   | -     | 0 / 7      | -       |
| Votos Inválidos         | Votos Inválidos                | 246    | 3,61 / 100,00   | 1,33  |            |         |
| Total                   | Total                          | 6 816  | 100,00 / 100,00 |       | 7 / 7      |         |
| Eleitorado/Participação | Eleitorado/Participação        | 12 033 | 56,64 / 100,00  | 8,05  |            |         |

| Freguesia  | %     | %     | %     | %    | %    | Votantes |
| Freguesia  | PS    | SIM   | CDU   | PSD  | CDS  | Votantes |
| ---------- | ----- | ----- | ----- | ---- | ---- | -------- |
| Porto Covo | 53,28 | 18,28 | 17,50 | 5,94 | 1,56 | 640      |
| Sines      | 51,83 | 23,56 | 15,74 | 3,89 | 1,36 | 6 176    |
| Sines      | 51,97 | 23,06 | 15,90 | 4,08 | 1,38 | 6 816    |

#### Assembleia Municipal
| Partido                 | Partido                        | Votos  | %               | +/-   | Mandatos | +/-     |
| ----------------------- | ------------------------------ | ------ | --------------- | ----- | -------- | ------- |
|                         | Partido Socialista             | 3 292  | 48,30 / 100,00  | 18,22 | 11 / 21  | 4       |
|                         | Sines Interessa Mais           | 1 518  | 22,27 / 100,00  | 18,75 | 5 / 21   | 4       |
|                         | Coligação Democrática Unitária | 1 250  | 18,34 / 100,00  | 3,15  | 4 / 21   | 1       |
|                         | Partido Social Democrata       | 381    | 5,59 / 100,00   | 1,00  | 1 / 21   | Estável |
|                         | CDS – Partido Popular          | 119    | 1,75 / 100,00   | -     | 0 / 21   | -       |
| Votos Inválidos         | Votos Inválidos                | 256    | 3,75 / 100,00   | 2,02  |          |         |
| Total                   | Total                          | 6 816  | 100,00 / 100,00 |       | 21 / 21  |         |
| Eleitorado/Participação | Eleitorado/Participação        | 12 033 | 56,64 / 100,00  | 8,04  |          |         |

| Freguesia  | %     | %     | %     | %    | %    | Votantes |
| Freguesia  | PS    | SIM   | CDU   | PSD  | CDS  | Votantes |
| ---------- | ----- | ----- | ----- | ---- | ---- | -------- |
| Porto Covo | 52,19 | 16,56 | 18,44 | 6,25 | 3,13 | 640      |
| Sines      | 47,90 | 22,86 | 18,33 | 5,52 | 1,60 | 6 176    |
| Sines      | 48,30 | 22,27 | 18,34 | 5,59 | 1,75 | 6 816    |

#### Juntas de Freguesia
| Partido                 | Partido                        | Votos  | %               | +/-   | Presidentes | Mandatos | +/-     |
| ----------------------- | ------------------------------ | ------ | --------------- | ----- | ----------- | -------- | ------- |
|                         | Partido Socialista             | 3 064  | 44,95 / 100,00  | 14,73 | 2 / 2       | 11 / 20  | 3       |
|                         | Grupo de Cidadãos              | 1 650  | 24,21 / 100,00  | 16,63 | 0 / 2       | 5 / 20   | 4       |
|                         | Coligação Democrática Unitária | 1 335  | 19,59 / 100,00  | 3,24  | 0 / 2       | 4 / 20   | 1       |
|                         | Partido Social Democrata       | 372    | 5,46 / 100,00   | 0,82  | 0 / 2       | 0 / 20   | Estável |
|                         | CDS – Partido Popular          | 123    | 1,80 / 100,00   | -     | 0 / 2       | 0 / 20   | -       |
| Votos Inválidos         | Votos Inválidos                | 272    | 3,99 / 100,00   | 1,37  |             |          |         |
| Total                   | Total                          | 6 816  | 100,00 / 100,00 |       | 2 / 2       | 20 / 20  |         |
| Eleitorado/Participação | Eleitorado/Participação        | 12 033 | 56,64 / 100,00  | 8,03  |             |          |         |

| Freguesia  | Partido Vencedor | Partido Vencedor   | %              | Mandatos |
| ---------- | ---------------- | ------------------ | -------------- | -------- |
| Porto Covo |                  | Partido Socialista | 54,22 / 100,00 | 5 / 7    |
| Sines      |                  | Partido Socialista | 43,99 / 100,00 | 6 / 13   |